# Маклейн, Кенни
Ке́ннет (Ке́нни) Макле́йн (англ. Kenneth "Kenny" McLean; род. 8 января 1992, Рутерглен, Стратклайд) — шотландский футболист, полузащитник клуба «Норвич Сити» и сборной Шотландии. Участник чемпионата Европы 2024.

## Клубная карьера
Маклейн — воспитанник клубов «Абердин», «Рейнджерс» и «Сент-Миррен». В 2009 году Кенни для получения игровой практики на правах аренды выступал за «Арброт» из Второго дивизиона Шотландии. Летом 2010 года Маклин вернулся в «Сент-Миррен». 16 октября в матче против «Гамильтон Академикал» он дебютировал в шотландской Премьер лиге. 29 октября 2011 года в поединке против «Сент-Джонстона» Кенни забил свой первый гол за «Сент-Миррен». В начале 2015 года Маклин перешёл в «Абердин». 7 февраля в матче против «Росс Каунти» он дебютировал за новую команду. 2 августа в поединке против «Данди Юнайтед» Кенни забил свой первый гол за «Абердин».
В начале 2018 года Маклейн перешёл в английский «Норвич Сити», но на полгода был оставлен в аренде в «Абердине». 4 августа в матче против «Бирмингем Сити» он дебютировал за новую команду в Чемпионшипе. 23 февраля 2019 года в поединке против «Бристоль Сити» Кенни забил свой первый гол за «Норвич Сити». По итогам дебютного сезона Маклейн помог клубу выйти в элиту. 9 августа в матче против «Ливерпуля» он дебютировал в английской Премьер-лиге.

## Международная карьера
24 марта 2016 года в товарищеском матче против сборной Чехии Маклейн дебютировал за сборной Шотландии. 24 марта 2019 года в отборочном матче xемпионата Европы 2020 против сборной Сан-Марино он забил свой первый гол за национальную команду.

### Голы за сборную Шотландии
| # | Дата          | Место                                       | Противник  | Счёт | Результат | Соревнование                       |
| - | ------------- | ------------------------------------------- | ---------- | ---- | --------- | ---------------------------------- |
| 1 | 24 марта 2019 | Олимпийский стадион, Серравалле, Сан-Марино | Сан-Марино | 0:1  | 0:2       | Чемпионат Европы 2020 квалификация |
| 2 | 17 июня 2023  | Уллевол, Осло, Норвегия                     | Норвегия   | 2:1  | 2:1       | Чемпионат Европы 2024 квалификация |

## Достижения

### «Норвич Сити»
- Победитель Чемпионшипа: 2018/19, 2020/21